# Rodin Quiñónes
Rodin Jair Quiñónes Rentería (San Andrés de Tumaco, 30 maggio 1995) è un calciatore colombiano, difensore svincolato.

## Carriera

### Club
Cresciuto nelle giovanili dell'Atlético Nacional, ha esordito il 23 maggio 2013 in un match di Copa Colombia perso 1-0 contro l'Envigado.

### Nazionale
Nel 2015 con la nazionale Under-20 colombiana ha preso parte al campionato mondiale, disputando una partita.

## Statistiche

### Presenze e reti nei club
Statistiche aggiornate al 30 gennaio 2017.
| Stagione        | Squadra           | Campionato      | Campionato | Campionato | Coppe nazionali | Coppe nazionali | Coppe nazionali | Coppe continentali | Coppe continentali | Coppe continentali | Altre coppe | Altre coppe | Altre coppe | Totale | Totale | Totale |
| Stagione        | Squadra           | Comp            | Pres       | Reti       | Comp            | Pres            | Reti            | Comp               | Pres               | Reti               | Comp        | Pres        | Reti        | Pres   | Reti   |        |
| --------------- | ----------------- | --------------- | ---------- | ---------- | --------------- | --------------- | --------------- | ------------------ | ------------------ | ------------------ | ----------- | ----------- | ----------- | ------ | ------ | ------ |
| 2013            | Atlético Nacional | A               | 5          | 1          | CC              | 3               | 0               |                    | -                  | -                  |             | -           | -           | 8      | 1      |        |
| 2014            | Atlético Nacional | A               | 2          | 0          | CC              | 2               | 0               | CS                 | 0                  | 0                  |             | -           | -           | 4      | 0      |        |
| 2015            | Atlético Nacional | A               | 4          | 0          | CC              | 0               | 0               | CL                 | 0                  | 0                  |             | -           | -           | 4      | 0      |        |
| 2016            | Atlético Nacional | A               | 27         | 4          | CC              | 3               | 1               | CL+CS              | 1+0                | 0                  |             | -           | -           | 31     | 5      |        |
| 2017            | Atlético Nacional | A               | 20         | 3          | CC              | 2               | 0               | CL                 | 2                  | 0                  |             | -           | -           | 24     | 3      |        |
| Totale carriera | Totale carriera   | Totale carriera | 58         | 8          |                 | 10              | 1               |                    | 3                  | 0                  |             | -           | -           | 71     | 9      |        |